# Daphnis et Alcimadure (Fabel)

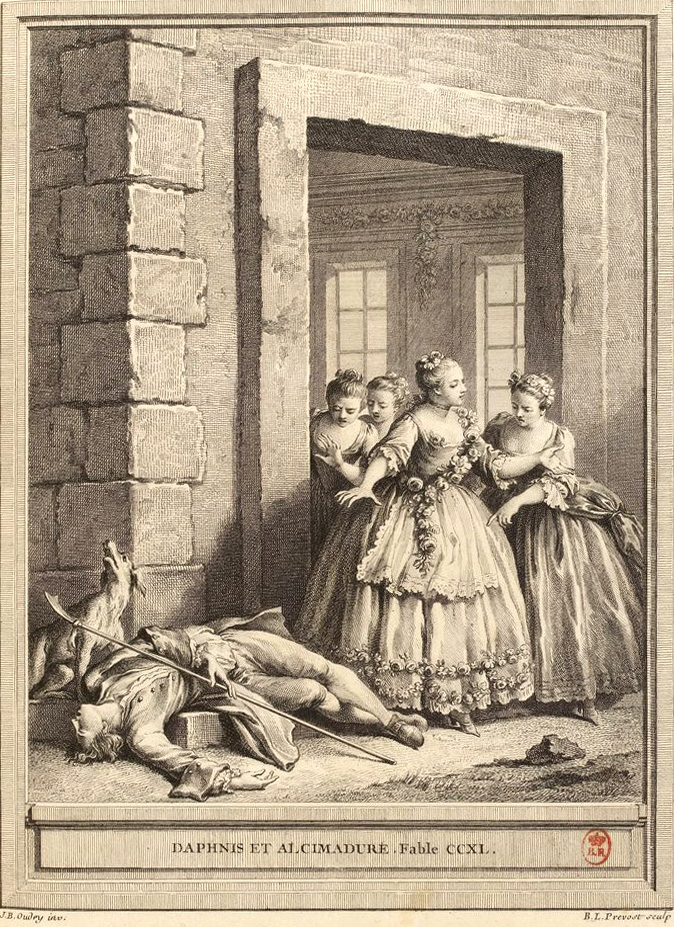
Daphnis et Alcimadure

Daphnis et Alcimadure ist die 24. Fabel im zwölften Buch der Fabelsammlung des französischen Dichters Jean de La Fontaine. Zuerst wurde die Fabel 1685 in den "Ouvrages de prose et de poésie" veröffentlicht, eine Sammlung von Geschichten und Fabeln von den Sieurs François de Maucroix und Jean de La Fontaine. 1994 wurde sie dann im letzten Buch der Fabeln eingebunden.
Diese Fabel widmete er Madame de la Mésangère, der zweiten Tochter von Madame de La Sablière, die seine Vertraute und Freundin war. Sabliére, die ihre junge Tochter nicht unverheiratet sehen wollte, teilte La Fontaine ihren Wunsch mit. La Fontaine wollte Madame de la Mésangère helfen, ihren Widerstand gegen eine zweite Ehe zu überwinden. Sie heiratete dann am 7. Mai 1690, ihre Wahl entsprach aber nicht dem Willen ihrer Mutter und ihrer Familie.
Obwohl La Fontaine der katholischen Orthodoxie zur Keuschheit Lippenbekenntnisse zollte, behielt er sein sinnliches Temperament, das der Haltung, die er in diesem Gedicht einnimmt, widerspricht. Für ihn ist das wahre Ziel der Liebe ihre physische Vollendung, deren Verachtung eine abnormale Haltung ist, die zu gefährlichen Konsequenzen führen kann. Um den Schwerpunkt auf diese Idee zu legen, lässt er sich von Theokritos inspirieren.

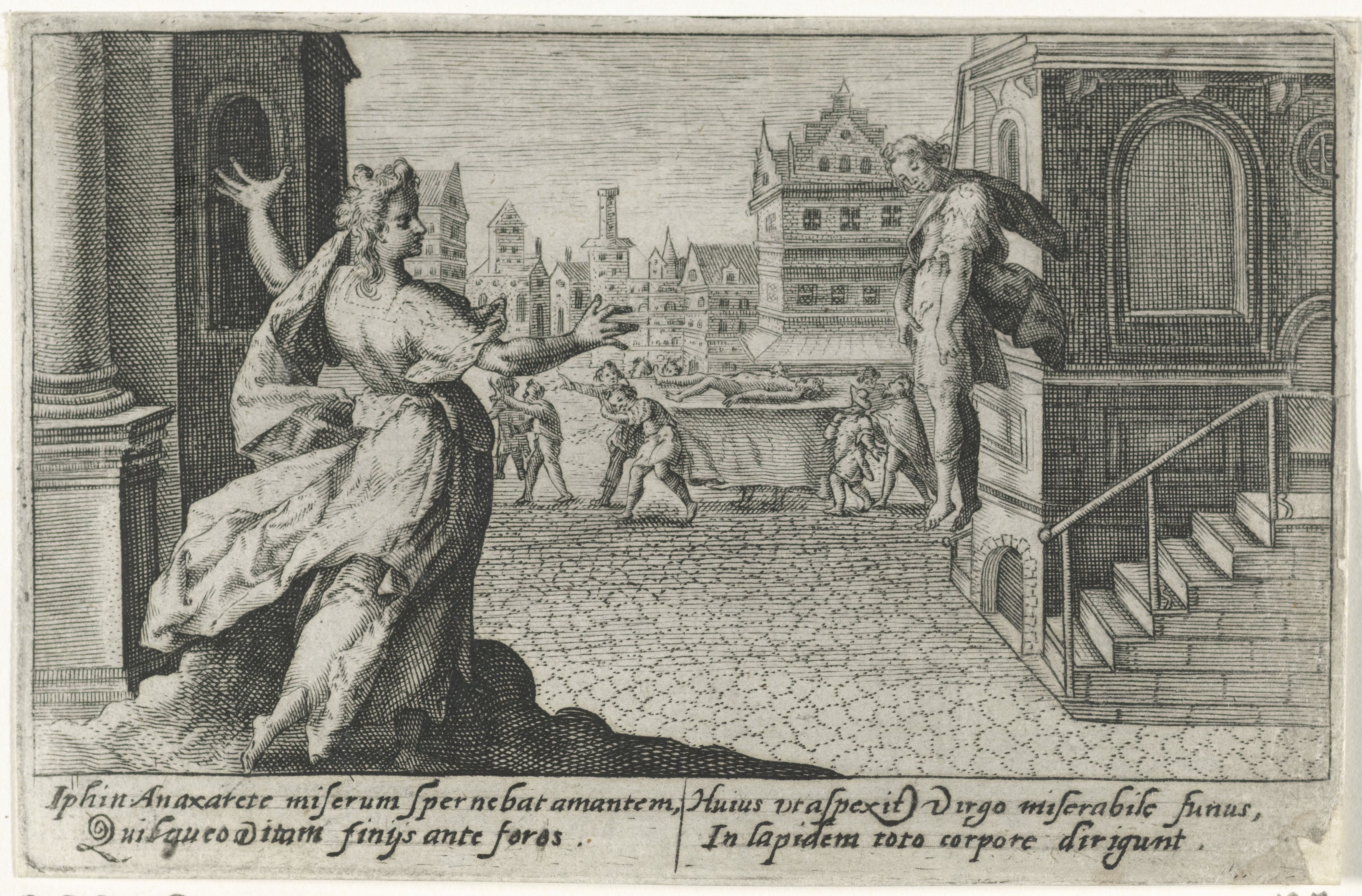
Anaxarete en Iphis Metamorfosen (Ovidius)

## Inhalt
Das Thema „Daphnis et Alcimadure“ entlehnte La Fontaine bei Theokritos (Idylle XXIII, "Der Liebhaber"), was er gleich zu Beginn in der Fabel neben der Widmung anmerkt (Imitation de Théocrite). Möglicherweise wurde er aber auch von den Bucolica des Vergil inspiriert, wo die vergebliche Liebesmühe des Hirten Corydon um den schönen Alexis beschrieben wird (Ekloge II). Das Thema kann auch aus der Geschichte von Iphis und Anaxarète stammen, die in den Metamorphosen von Ovid (Buch XIV) erscheint.
Der Hirte Daphnis ist hoffnungslos in Alcimadure verliebt, die kein Interesse an ihm oder an der Liebe überhaupt hat. Die Verzweiflung treibt ihn zu ihrer Tür, sie gewährt ihm jedoch keinen Zutritt. Er hatte gehofft, unter ihrem Blick tot umzufallen, weil er ja wusste, dass sie ihn „mit tödlichem Vergnügen“ ablehnt. Daphnis kündigt ihr seinen Tod an, dass sie die Erbin seiner Weiden und Herden sein werde und dass seine Freunde zu ihren Ehren einen Tempel und ein Denkmal mit einer Inschrift errichten würden. Die Inschrift solle besagen, dass Daphnis vor lauter Liebe gestorben und der grausamen Alcimadure erlegen sei.
Dann wird Alcimadures Geburtstagsfeier beschrieben. Als sie von Daphnis’ Tod erfährt, vergießt sie keine Träne, beleidigt aber den Gott der Liebe. Alcimadure und ihre Freundinnen tanzen um die Statue des Amor, da fällt diese plötzlich um und erschlägt das respektlose Mädchen. Eine gewaltige Stimme vom Himmel kündigt Alcimadures Tod an und befiehlt allen, zu lieben und somit Alcimadures Beispiel nicht zu folgen. La Fontaine fügt am Ende der Fabel einen Epilog hinzu: Die beiden jungen Menschen befinden sich nach dem Tod Alcimaduras in der Unterwelt. Alcimadura bedauert ihre Haltung und möchte sich bei Daphnis entschuldigen, er weigert sich, sie anzuhören.

## Hintergrund und Interpretation
In der 23. Idylle "Der Liebhaber" ist der gleichnamige Charakter ein in Liebe entbrannter junger Mann, der sich an der Tür des ihn abweisenden gleichgültigen Jugendlichen erhängt; zur Strafe stirbt dieser zerquetscht von einer Statue des Liebesgottes. Diese Idylle inspirierte Ovid zur Geschichte von Iphis und Anaxarète, die Vertumnus im Lied XIV der Metamorphosen der Göttin  Pomona erzählt, um sie zu verführen. Nach einer ähnlichen Rede erfolgt der Selbstmord des weinenden Verliebten an der Tür der Unsensiblen, die Bestrafung Anaxarètes besteht darin, beim Anblick von Iphis' Trauerzug in eine Steinstatue verwandelt zu werden.
La Fontaines Fabel ist weniger pathetisch und auch weniger dramatisch: Der junge Mann stirbt an Liebeskummer, ohne sich zu erhängen. La Fontaine versucht nicht, Daphnis liebenswert erscheinen oder den Leser (mit ihm) auf das geringste Mitleid von Alcimadura hoffen zu lassen: Die Originalität La Fontaines besteht darin, das Interesse sofort auf das junge Mädchen – statt auf den unglücklichen Liebhaber – zu verlagern. Während die ersten Zeilen des Gedichts ausschließlich ihr gewidmet sind und ihr Porträt zeichnen ("stolz und wild, /immer im Wald rennend, /immer auf die Wiesen springend"), wird Daphnis sehr kurz vorgestellt und seine Verzweiflung nur angedeutet.
La Fontaine ahmte die Idylle nach, ohne die Handlung zu ändern, und machte aus einer Elegie über einen unglücklichen Liebhaber eine Fabel über ein junges Mädchen, das zu Recht für seine Liebeskälte bestraft wird.